# Giulio Lega
Giulio Lega (Firenze, 12 novembre 1892 – Roma, 11 luglio 1973) è stato un militare e aviatore italiano, che fu un pluridecorato Asso dell'aviazione da caccia, accreditato di 5 abbattimenti durante la prima guerra mondiale.

## Biografia
Nacque a Firenze il 12 novembre 1892, e mentre era uno studente della facoltà di medicina, nel 1915 fu accettato per il corso ufficiali di complemento in vista dell'entrata in guerra dell'Italia. A causa della sua altezza venne assegnato al corpo dei Granatieri, entrando in servizio presso il 2º Reggimento.  Si distinse durante la quarta battaglia dell'Isonzo, combattendo nel settore di Oslavia, e venendo decorato con la Croce al merito di guerra il 20 novembre 1915. Rimase nei granatieri fino al maggio del 1916, venendo decorato con una Medaglia di bronzo al valor militare  sul campo nel corso di un combattimento corpo a corpo, avvenuto il 30 dello stesso mese a Malga del Costo.
Nel corso del 1916 presentò domanda per entrare volontario nel Corpo Aeronautico, ottenendo la qualifica di pilota il 1 settembre e di pilota militare il 1 novembre dello stesso anno. Il 30 gennaio 1917 terminò l'addestramento, entrando in servizio presso la 21ª Squadriglia da ricognizione. Il 14 febbraio ottenne l'abilitazione al pilotaggio del velivolo Savoia-Pomilio SP.2, venendo anche promosso al grado di tenente.  Per i servizi resi tra il maggio e il novembre 1917 fu decorato con una Medaglia d'argento al valor militare. In seno alla 21ª Squadriglia partecipò alle varie fasi della battaglia di Caporetto, al termine della quale fu mandato presso l'aeroporto della Malpensa dove, dal 16 novembre, iniziò l'addestramento come pilota da caccia. Quando completò l'addestramento basico, iniziò quello avanzato con prove di tiro al termine delle quali, il 27 dicembre, ricevette la qualifica di “mediocre”. Entrato in servizio presso la 76ª Squadriglia Caccia, con il grado di capitano, in seno a tale reparto eseguì 46 missioni di combattimento.
Il 17 marzo 1918 conseguì la sua prima vittoria, ottenuta in collaborazione con altri due piloti, ed otto giorni una seconda nelle vicinanze del Montello. Le sue vittorie finali furono ottenute durante l'ultima offensiva lanciata dall'esercito austro-ungarico nel mese di giugno. Il 24 giugno abbatte un Hansa-Brandenburg C.I appartenente alla Flik 2D, ed il giorno seguente un Albatros D.III della Flik 42J Questa serie di vittorie gli valse l'assegnazione di una seconda Medaglia d'argento al valor militare. Nel mese di luglio fu trasferito presso l'81ª Squadriglia, rimanendovi fino al termine della guerra, senza ottenere altre vittorie.
Nel dopoguerra completò gli studi di medicina pressò l'Università di Bologna, ritornando definitivamente alla vita civile, tranne un breve periodo di richiamo in servizio militare. Rimase comunque nella riserva della Regia Aeronautica, raggiungendo il grado di tenente colonnello nel maggio 1935. Il 13 marzo 1931 venne nominato capo del servizio medico presso la Camera dei deputati del Regno d'Italia. Durante la seconda guerra mondiale prestò servizio presso il Quartier generale dei Servizi Aerei Speciali. Lasciò il suo incarico presso la Camera dei deputati della Repubblica nel corso del 1957, con la qualifica di docente universitario. Quando si spense a Roma, l'11 luglio del 1973, ricopriva ancora l'incarico di consulente del servizio medico presso il parlamento italiano.

### Annotazioni
1. ↑  Tale vittorie fu condivisa con gli assi Silvio Scaroni e Romolo Ticconi.

### Fonti
1. 1 2 3 4 5 6 7 8 9  Varriale 2009, p. 41.
2. ↑  http://www.theaerodrome.com/aces/italy/lega.php.
3. 1 2 3 4 5 6 7 8 9 10  Franks, Guest, Alegy 1997, pp. 141-142.
4. 1 2 3 4 5 6 7 8 9  Varriale 2009, p. 42.